# Canned Wheat
Canned Wheat è l'album d'esordio del gruppo musicale canadese The Guess Who, pubblicato nel 1969.

## Critica
Ebbe perlopiù recensioni negative, ciò probabilmente ebbe una notevole influenza sul suo scarso successo di pubblico, a differenza del suo successore, American Woman, che invece sarà uno dei più venduti dell'anno. 

## Tracce
1. No Time – 5:37
2. Minstrel Boy – 3:18
3. Laughing – 3:05
4. Undun – 4:17
5. 6 A.M. or Nearer – 5:24
6. Old Joe – 3:07
7. Of a Dropping Pin – 3:42
8. Key – 11:24
9. Fair Warning – 1:44

## Formazione
- Burton Cummings – voce, chitarra, tastiera, flauto, armonica
- Randy Bachman – chitarra, cori
- Jim Kale – basso, cori
- Gary Peterson – batteria, cori